# Іонафан (Кополович)
Архієпископ Іонафан (в миру Кополович Іван Михайлович, 8 червня 1912, Олешник — 21 травня 1990, Мукачево
) — єпископ Російської православної церкви, архієпископ Кишинівський і Молдавський.

## Біографія
Народився в с. Олешник Виноградівського р-ну на Закарпатті Початкова школа (1923), Ужгородська гімназія (1927). Богословська семінарія у Сремських Карловцях (1932). Писар єпархіального управління Мукачівсько-Пряшівської єпархії (1932). Диякон (21.11.1933), протодиякон (7.01.1935). Дійсна військова служба в чехословацькій армії (1.10.1935—29.02.1936). Священик (19.05.1936). Архіваріус єпархіального управління Мукачівсько-Пряшівської єпархії (1935), церковний референт (1937), секретар (1939). З посади усунутий угорськими військами. Учитель Закону Божого в Хустській гімназії (1941). У грудні 1944 р. у складі делегації їздив до Москви по питанню включення Мукачівсько-Пряшівської єпархії до складу Російської православної церкви. Член президії і перший заступник голови Хустського міського народного комітету (1944). Член Народної Ради Закарпатської України (1944). Голова надзвичайної комісії з обліку шкоди, розслідуванню та встановленню злочинів, заподіяних німецько-угорськими загарбниками під час окупації Закарпаття (1945). Секретар Мукачівсько-Ужгородської православної єпархії (1944). Адміністратор російських і угорських православних приходів і представник Патріаршого престолу в Угорщині (1949). Протоієрей (1947). Настоятель кафедрального собору в Мукачевому та секретар єпархіального управління (1954). Помічник єпископа у Пряшеві (Словаччина) (1955). Доктор богослов'я. Єпископ (1966). Викладач Московської духовної академії, єпископ Берлінський і Середньоєвропейський, екзарх Північної і Південної Америки та Алеутських островів, єпископ Тамбовський і Мічурінський, архієпископ Кишинівський і Молдавський. За станом здоров'я вийшов на пенсію (1987).
Помер 21 травня 1990 р. в Мукачевому. Похований на Чернечій горі в Мукачевому.

## Нагороди
- 1937 р. — набедреник і червоний пояс
- 1939 р. — протоієрейська камилавка
- 1944 р. — протоієрейський наперсний хрест
- 1949 р. — хрест із прикрасами
- 1951 р. — палиця
- 1954 р. — другий хрест із прикрасами
- 1955 р. — митра
- 1964 p. — Орден свв. Кирила і Мефодія 3-ї степені
- 1982 р. — Орден прп. Сергія Радонезького 2-ї степені
- 1983 р. — св. кн. Володимира 2-ї степені